# Węglewskie Holendry
Węglewskie Holendry – wieś w Polsce położona w województwie wielkopolskim, w powiecie konińskim, w gminie Golina. Miejscowość w lesie. Niedaleko tej wsi jest prom, którym można się dostać do Sławska.
W latach 1975–1998 miejscowość administracyjnie należała do województwa konińskiego.